# عزوف

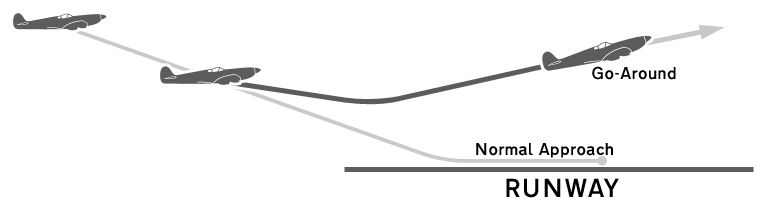

في مجال الطيران، العزوف أو حلق من حول أو طير من حول أو التف من حول (go-around) أو ببساطة الالتفاف هو هبوط مُجهض لطائرة كانت في الاقتراب النهائي أو هبطت بالفعل. يمكن أن يبدأ الطيار الالتفاف بالطائرة أو بطلب من مراقبة الحركة الجوية لأسباب مختلفة، مثل اقتراب غير مستقر أو وجود عائق على المدرج.

## علم أصول الكلمات
ينشأ المصطلح من الاستخدام التقليدي لأنماط المرور في المطارات. ستنضم طائرة الهبوط أولاً إلى نمط حركة المرور / نمط الدائرة وتستعد للهبوط. إذا قرر الطيار، لسبب ما، عدم الهبوط، فيمكن للطيار ببساطة العودة إلى ارتفاع نمط حركة المرور / ارتفاع الدائرة، وإكمال دائرة أخرى. لا يزال مصطلح «قو-آروند» (go-around) مستخدمًا حتى في الطائرات الحديثة، على الرغم من أنها قد لا تستخدم أنماط حركة المرور / أنماط الدوائر التقليدية للهبوط.

## أسباب الاستخدام
قد يتم طلب بدء إجراءات الالتفاف إما عن طريق مراقبة الحركة الجوية (عادة وحدة التحكم المحلية أو البرج في مجال خاضع للرقابة) أو يبدأها الطيار المسؤول عن الطائرة.
في الطيران البحري، يتم استخدام مصطلح الموجة (wave-off) بدلاً من الالتفاف. عند ملامسة حاملة طائرات، يبدأ الطيار دائمًا الموجة (wave-off) من خلال تطبيق الدفع الكامل كإجراء آمن من الفشل. إذا فشل خطاف ذيل الطائرة في التقاط أي من كابلات الحاجز (المعروف باسم (سطح) «الترباس») يمكن للطائرة الصعود مرة أخرى. إذا التقط خطاف الذيل كبلًا، فستتوقف الطائرة في وقت قصير بغض النظر. على العكس من ذلك، إذا لم يتم بدء الموجة ولم يتم القبض على الطائرة، فلن يكون لديها ما يكفي من القوة و / أو المدرج للطيران من حاملة الطائرات بأمان.
يذكر العديد من شركات الطيران ومشغلي الطائرات قائمة بالشروط التي يجب الوفاء بها حتى يمكن القيام بهبوط آمن. إذا تعذر استيفاء واحد أو أكثر من هذه الشروط، فيجب التفكير في إجراء التفاف في بعض الحالات ويجب تنفيذها في حالات أخرى. عادة ما يتم كتابة هذه القائمة في دليل العمليات الذي يجب اعتماده من قبل سلطة الطيران ذات الصلة (هيئة الطيران المدني بالمملكة المتحدة (CAA) في المملكة المتحدة، إدارة الطيران الفيدرالية (FAA) في الولايات المتحدة، إدارة الطيران الفيدراليةالهيئة العامة للطيران المدني (الهيئة العامة للطيران المدني(GACA) في السعودية). تسمح قائمة شروط المشغل للطيارين باستخدام حكمهم الفردي خارج هذا النطاق.

## إجراء
عندما يُطلب من الطيار أو يقرر الالتفاف، يطبق الطيار القوة الكاملة على المحرك (المحركات)، ويتبنى موقفًا مناسبًا للتسلق والسرعة الجوية، ويرفع معدات الهبوط عندما تتسلق الطائرة بشكل إيجابي، ويسحب القلابات حسب الضرورة، ويتبع تعليمات برج المراقبة (في حقل شاهق)، وعادة ما يصعد إلى نمط حركة المرور لدائرة أخرى إذا لزم الأمر.
تحتوي العديد من الطائرات الحديثة، مثل سلسلة بوينغ وإيرباص، على أنظمة «تسريع آلي» (autothrottles) و«دفع آلي» (autothrust) أوتوماتيكية، والتي ستحدد قوة الدفع المناسبة إذا كانت مُفعلة.
في الطائرات الأخرى، يقوم الطيار بالضبط اليدوي للقيام بالالتفاف. في الطائرات الصغيرة النموذجية، مثل تلك الموجودة في الطيران العام، قد يشمل ذلك:
- تطبيق قوة الالتفاف (عادة ما تكون الطاقة الكاملة على المحركات التي تستنشق عادة).
- اعتماد أسلوب التسلق المناسب والسرعة الجوية.
- سحب مرحلة واحدة من القلابات إذا لزم الأمر.
- التحقق من معدل الصعود الإيجابي ورفع أداة الهبوط إذا كانت مزودة بمعدات هبوط قابلة للسحب.
- سحب القلابات بالكامل عندما تحقق الطائرة بسرعة جوية آمنة وارتفاعًا معينًا.
- التسلق إلى ارتفاع خالٍ، أو نمط ارتفاع إذا كان في مطار غير خاضع للرقابة.
- إبلاغ المراقبة الجوية إذا كان الطيار قد بدأ الالتفاف، أو يُقرّ بتعليمات المراقبة الجوية إذا كان في مطار خاضع للرقابة.

## السلامة
يحدث الالتفاف (Go-arounds) بمعدل متوسط من 1-3 لكل 1000 اقتراب. هناك تباين كبير في معدلات الالتفاف بين مختلف مشغلي الطائرات والبيئات التشغيلية. لا يعد الالتفاف السريع حالة طارئة، وقد يكون ضروريًا لعدد من الأسباب. بعض من هؤلاء؛ غير مستقر، غير قادر على الهبوط في منطقة الهبوط، ليس في التكوين الصحيح، بتوجيه من المراقبة جوية، عقبة على المدرج (طائرة، مركبة، حيوان)، أو مشاكل التحكم في الطائرات.
غالبية الحوادث على مدى السنوات العشر الماضية حدثت أثناء مراحل الاقتراب والهبوط والالتفاف. في عام 2011، وقعت 68٪ (63) من حوادث الطيران التجاري خلال هذه المراحل من الرحلة. يعد عدم اتخاذ قرار الالتفاف عامل الخطر الرئيسي في حوادث الاقتراب والهبوط، وهو أيضًا السبب الرئيسي لرحلات المدرج أثناء الهبوط. ومع ذلك، فإن أقل من 5٪ من الأساليب غير المستقرة تؤدي إلى حل المشكلة.  يسجل واحد من كل عشرة تقارير سريعة نتائج محفوفة بالمخاطر محتملة، بما في ذلك تجاوز حدود أداء الطائرة أو تحمل الوقود. إن الالتفاف هو مناورة نادرة نسبيًا لمعظم الطيارين التجاريين. في المتوسط، قد يقوم طيار المسافات القصيرة بالتفاف واحدة أو مرتين في السنة، وقد يقوم الطيار لمسافات طويلة بالتفاف واحدة كل 2 إلى 3 سنوات. الالتفاف ينطوي على مخاطر تشمل:
- يمكن أن يؤدي البدء غير الفعال في الالتفاف إلى فقدان التحكم (LOC).
- يمكن أن يؤدي الفشل في الحفاظ على السيطرة أثناء الالتفاف إلى فقدان التحكم (LOC)، بما في ذلك الاتصال غير الطبيعي مع المدرج، أو التحكم في الطيران داخل التضاريس «سي-فيت» (CFIT).
- يمكن أن يؤدي الفشل في الطيران في المسار المطلوب إلى (CFIT) أو «تصادم في الجو» (Mid Air Collision).
- يمكن أن يؤدي الفشل في الحفاظ على فصل حركة المرور إلى تصادم في الجو (MAC).
- قد يؤدي أثر الاضطراب (Wake turbulence) المتولد إلى خطر على طائرة أخرى يمكن أن يؤدي إلى إلى فقدان التحكم (LOC).